# Röblinsee
Der Röblinsee ist ein natürlicher See im Naturraum des Neustrelitzer Kleinseenlandes und im Naturpark Uckermärkische Seen im brandenburgischen Landkreis Oberhavel. Der Röblinsee ist Teil der Bundeswasserstraße „Obere Havel“.

## Geographische Lage und Hydrographie
Der See hat eine West-Ost-Ausdehnung von rund zwei Kilometern und eine Breite bis 500 Meter. Der Seespiegel liegt im Mittel auf 52,6 m ü. NHN. Im Nordwesten fließt die Havel zu und an der Ostseite wieder in Richtung Baalensee ab. Zusammen mit dem Baalen- und dem Schwedtsee umrahmt der Röblinsee die brandenburgische Kleinstadt Fürstenberg/Havel. Am Südufer erstreckt sich die Röblinseesiedlung, die wohl schönste Wohngegend in Fürstenberg/Havel. Am Nordufer befindet sich der öffentliche Badestrand der Stadt.

## Geschichte
Der See wird bereits 1299 erstmals urkundlich genannt (als „stagnum Röbelin“); er gehörte zur Erstausstattung des Klosters Himmelpfort. Das Kloster erhielt damals vom brandenburgischen Markgrafen Albrecht III. das alleinige Nutzungsrecht. Wahrscheinlich erhielt der See seinen Namen von einem am See gelegenen Ort namens Röblin, der von einem slawischen Personennamen Robola abgeleitet ist. Entlang des Nordufers des Sees verlief bis 1950 die Grenze zwischen der damals mecklenburgischen Stadt Fürstenberg und der brandenburgischen Gemeinde Ravensbrück.

## Tourismus und Wasserstraße
Der Röblinsee ist Bestandteil der 97 Kilometer langen Bundeswasserstraße Obere Havel-Wasserstraße (OHW) der Wasserstraßenklasse I; zuständig ist das Wasserstraßen- und Schifffahrtsamt Oder-Havel.
Der Röblinsee ist für Motorsportboote befahrbar, allerdings nur in der mit Tonnen ausgewiesenen Fahrrinne. Am Südufer befindet sich die „Marina am Röblinsee“, von wo aus Hausboote und Motoryachten verchartert werden.